# Plazoleta Santo Domingo
La Plazoleta Santo Domingo es una plaza pública ubicada en el centro histórico de Cusco, Perú, frente a la entrada de la Iglesia de Santo Domingo.
Desde 1972 la plazoleta forma parte de la Zona Monumental del Cusco declarada como Monumento Histórico del Perú. Asimismo, en 1983 al ser parte del casco histórico de la ciudad del Cusco, forma parte de la zona central declarada por la UNESCO como Patrimonio Cultural de la Humanidad. y en el 2014, al formar parte de la red vial del Tawantinsuyo volvió a ser declarada como patrimonio de la humanidad.

## Entorno
La plazoleta se extiende rodeada por su lado noreste por la parte posterior de la antigua Casa de los cuatro bustos y que hoy es el ingreso principal del Hotel Palacio del Inka de la cadena hotelera Marriott. Hacia el sur se levanta la Iglesia de Santo Domingo y la entrada a su convento por donde se accede a las ruinas incas del Coricancha. En la plazoleta, además, se levanta la Casa Barrionuevo. Asimismo, también está el ingreso a las ruinas del Cusicancha.